# 百合搖啊搖啊輕鬆百合大事件
《百合搖啊搖啊輕鬆百合大事件》（日语：／ Yuri Yurararara YuruYuri Daijiken）是电视动画《摇曳百合》的片头曲，也是该动画声优组合七森中☆娱乐部的出道单曲，2011年7月20日由PONY CANYON发售。三弥作詞，作曲。
歌曲一开始便連呼曲名。赤座灯里的声优三上枝織在Mycom Journal的访问中称「感觉脑中净是播着（摇曳百合）这个词」，认为是一首再现了作品世界的可爱歌曲。
单曲分初回限定盤（PCCG-01197）及通常盤（PCCG-70119）2種形态发售，其中初回限定盤附有赤座灯里或吉川千夏的角色卡片1张，以及收录有PV及编舞的DVD。
2019年3月1日，在Sony Music Entertainment举办的动画歌曲人气投票活动「平成动画歌曲大赏」获用户投票賞（2010年 - 2019年）。

## 收录曲目
| CD单曲   | CD单曲                         | CD单曲   | CD单曲   | CD单曲   | CD单曲 |
| 曲序     | 曲目                           |          | 作曲     | 編曲     | 时长   |
| -------- | ------------------------------ | -------- | -------- | -------- | ------ |
| 1.       | （电视动画《摇曳百合》片头曲） | 三弥     |          |          | 3:50   |
| 2.       |                                |          |          |          | 3:24   |
| 3.       |                                |          |          |          |        |
| 4.       |                                |          |          |          |        |
| 总时长： | 总时长：                       | 总时长： | 总时长： | 总时长： | 14:26  |

| DVD（初回限定盤） | DVD（初回限定盤） |
| 曲序              | 曲目              |
| ----------------- | ----------------- |
| 1.                | （音乐♪视频）     |
| 2.                | （编舞视频）      |

## 翻唱
- （安元洋貴）：收录于2012年8月29日发售的单曲[7][注 1]。
- 天海春香（中村繪里子）、星井美希（長谷川明子）、如月千早（今井麻美）、高槻彌生（仁後真耶子）：收录于漫画《THE IDOLM@STER》第1卷特装版附属CD。
- 超级索尼子：收录于单曲，于2014年3月的“AnimeJapan 2014”活动上先行发售。
- Pastel*Palettes［主唱：丸山彩（前島亚美）］：收录于游戏《BanG Dream! 少女樂團派對》（2018年10月31日加入[8]）。

## 脚注